# Waiparahoaka Mountain
Der Waiparahoaka Mountain ist ein größtenteils vereister und 3608 m hoher Berg im ostantarktischen Viktorialand. In der Royal Society Range ragt er aus der südwestlichen Schulter des Mount Huggins auf.
Das New Zealand Geographic Board benannte ihn 1994. Sein aus dem Māori entlehnter Name bedeutet so viel wie Berg der vielen Gletscher.